# 충청남도의 사찰 목록
충청남도의 사찰 목록은 문화관광부의 2005년 5월 자 자료를 기본으로 하여 빠진 내용을 추가한 것들이다.
- 간월암(看月庵) - 충청남도 서산시 부석면 간월도리
- 갑사 - 충청남도 공주시 계룡면 중장리 52 (조계종)
- 개심사 - 충청남도 서산시 운산면 신창리 1 (조계종)
- 개태사 - 충청남도 논산시 연산면 천호리 108
- 고란사 - 충청남도 부여군 부여읍 쌍북리 산1 (조계종)
- 고산사 - 충청남도 홍성군 결성면 무량리 30-36
- 관촉사 - 충청남도 논산시 관촉리 254 (조계종)
- 광덕사 - 충청남도 천안시 동남구 광덕면 광덕리 640 (조계종)
- 구절암 - 충청남도 홍성군 구항면 지정리 570-1 (조계종)
- 극락사 - 충청남도 논산시 연산면 연산리 52 (조계종)
- 극락사 - 충청남도 당진시 채운동 78-6 (조계종)
- 금강암 - 충청남도 보령시 미산면 용수리 산59 (조계종)
- 금지암 - 충청남도 부여군 내산면 금지리 산43 (조계종)
- 내원사 - 충청남도 홍성군 장곡면 광성리 966 (조계종)
- 대련사 - 충청남도 예산군 광시면 동산리 산11 (조계종)
- 대조사 - 충청남도 부여군 임천면 구교리 761 (조계종)
- 동학사 - 충청남도 공주시 반포면 학봉리 789 (조계종)
- 동혈사 - 충청남도 공주시 의당면 월곡리 산45 (조계종)
- 마곡사 - 충청남도 공주시 사곡면 운암리 567 (조계종)
- 만일사 - 충청남도 천안시 서북구 성거읍 천흥리 산21
- 망일사 - 충청남도 서산시 대산읍 대산리 산146-6 (조계종)
- 무량사 - 충청남도 부여군 외산면 만수리 116 (조계종)
- 무진암 - 충청남도 부여군 외산면 만수리 125-18 (조계종)
- 문수사 - 충청남도 서산시 운산면 태봉리 40  (조계종)
- 미륵사 - 충청남도 서산시 소재 사찰
- 미륵사 - 충청남도 천안시 소재 사찰
- 미륵사 - 충청남도 금산군 소재 사찰
- 미륵사 - 충청남도 논산시 소재 사찰
- 백운사 - 충청남도 보령시 성주면 성주리 35-2 (조계종)
- 법륜사 - 충청남도 예산군 삽교읍 313-35 (법륜종)
- 보덕사 - 충청남도 당진시 석문면 삼화리 39-2 (조계종)
- 보덕사 - 충청남도 예산군 덕산면 상가리 227 (조계종)
- 보석사 - 충청남도 금산군 남이면 석동리 78 (조계종)
- 봉곡사 - 충청남도 아산시 송악면 유곡리 595 (조계종)
- 봉서사 - 충청남도 서천군 한산면 1195 (조계종)
- 봉정사 - 충청남도 청양군 비봉면 신원리 산113  (선학원)
- 부석사 - 충청남도 서산시 부석면 취평리 100 (조계종)
- 산혜암 - 충청남도 홍성군 홍성읍 월산리 산1 (조계종)
- 서광사 - 충청남도 서산시 읍내동 556 (조계종)
- 서대사 - 충청남도 금산군 추부면 서대리 35 (태고종)
- 석련사 - 충청남도 홍성군 구항면 오봉리 171-2 (조계종)
- 선림사 - 충청남도 보령시 오천면 소성리 산5 (조계종)
- 성불사 - 충청남도 천안시 동남구 안서동 106 (조계종)
- 세심사 - 충청남도 아산시 염티면 산양리 221 (조계종)
- 송덕암 - 충청남도 서산시 해미면 대곡리 602 (태고종)
- 송불암 - 충청남도 논산시 연산면 연산리 489 (조계종)
- 수덕사 - 충청남도 예산군 덕산면 사천리 산20 (조계종)
- 신안사 - 충청남도 금산군 제원면 신안리 52 (조계종)
- 신원사 - 충청남도 공주시 계룡면 양화리 8 (조계종)
- 쌍계사 - 충청남도 논산시 양촌면 중산리 2-2 (조계종)
- 영랑사 - 충청남도 당진시 고대면 진관리 529 (조계종)
- 영수암 - 충청남도 서천군 종천면 장구리 1 (조계종)
- 영은사 - 충청남도 공주시 금성동 11-3 (조계종)
- 영천암 - 충청남도 금산군 남이면 석동리 714 (조계종)
- 영탑사 - 충청남도 당진시 면천면 성하리 560 (조계종)
- 오덕사 - 충청남도 부여군 충화면 오덕리 284 (조계종)
- 오봉암 - 충청남도 아산시 장존동 50 (조계종)
- 용담사 - 충청남도 아산시 송악면 평촌리 산2-11  (태고종)
- 용봉사 - 충청남도 홍성군 흥북면 신경리 산80-3 (조계종)
- 용암사 - 충청남도 논산시 강경읍 채산리 331-4 (조계종)
- 윤창암 - 충청남도 보령시 남포면 창동리 산41 (법륜종)
- 은석사 - 충청남도 천안시 동남구 북면 은지리 산1 (조계종)
- 인취사 - 충청남도 아산시 신창면 읍내리 84 (조계종)
- 일락사 - 충청남도 서산시 해미면 황락리 3 (조계종)
- 장곡사 - 충청남도 청양군 대치면 장곡리 15 (조계종)
- 정각사 - 충청남도 부여군 석성면 정각리 354 (조계종)
- 정암사 - 충청남도 홍성군 광천읍 담산리 산1 (조계종)
- 정혜사 - 충청남도 청양군 장평면 화산리 486 (조계종)
- 조왕사 - 충청남도 부여군 부여읍 동남리 20-3 (조계종)
- 죽사 - 충청남도 서산시 인지면 성리 170 (조계종)
- 중대암 - 충청남도 보령시 미산면 용수리 81-1 (조계종)
- 천장사 - 충청남도 서산시 고북면 장요리 산1 (조계종)
- 태고사 - 충청남도 금산군 진산면 행정리 산29 (조계종)
- 태국사 - 충청남도 태안군 근홍면 정죽리 1078 (조계종)
- 태을암 - 충청남도 태안군 태안읍 동문리 산42 (조계종)
- 향천사 - 충청남도 예산군 예산읍 향천리 57 (조계종)
- 화암사 - 충청남도 예산군 신암면 용궁리 202 (조계종)
- 화암사 - 충청남도 부여군 외산면 화성리 478-1 (태고종)
- 흥주사 - 충청남도 태안군 태안읍 상옥리  (조계종)

## 같이 보기
- 한국의 사찰 목록